# Veerle Van linden
Veerle Van linden (12 juni 1976) is een Belgische atlete, die zich heeft toegelegd op de lange afstand en het veldlopen. Zij nam tweemaal deel aan de wereldkampioenschappen veldlopen en veroverde op drie verschillende nummers zeven Belgische titels.

## Biografie
Van linden behaalde enkele jeugdtitels op de middellange afstand en het veldlopen.
In 2004 werd Van linden Belgisch indoorkampioene op de 1500 m. Outdoor was ze vooral gespecialiseerd in de 5000 m. In 2001 behaalde ze een eerste medaille op de Belgische kampioenschappen. Nadat ze wegens haar doctoraat haar atletiekloopbaan even op een laag pitje had gezet, hervatte ze in 2008 haar carrière. Tussen 2009 en 2015 veroverde ze vijf Belgische titels op de 5000 m, waarvan vier opeenvolgende.
In het veldlopen nam Van linden tweemaal deel aan de wereldkampioenschappen. In 2002 werd ze zestigste op de lange cross en in 2004 achtenvijftigste op de korte cross. Ook nam ze driemaal deel aan de Europese kampioenschappen, met een tweeëndertigste plaats in 2009 als beste resultaat. In 2009 haalde ze ook haar enige Belgische veldlooptitel op de korte cross. Tussen 2012 en 2015 haalde ze vier opeenvolgende maal een medaille op het Belgisch kampioenschap lange cross. 
Op de weg won Van linden tussen 2013 en 2016 vier opeenvolgende malen de Antwerp 10 Miles. Op het eerste Belgisch kampioenschap op de 10 km werd ze tweede.
Van linden begon bij Kontich AC  en was daarna aangesloten bij AV Toekomst, Daring Club Leuven Atletiek en Koninklijke Atletiek Sport Vereniging Oudenaarde.

## Belgische kampioenschappen
| Onderdeel               | Jaar                         |
| ----------------------- | ---------------------------- |
| 5000 m                  | 2009, 2012, 2013, 2014, 2015 |
| veldlopen (korte cross) | 2009                         |
| 1500 m indoor           | 2004                         |

## Persoonlijke records
| Onderdeel | Prestatie | Datum        | Plaats |
| --------- | --------- | ------------ | ------ |
| 5000 m    | 15.58,90  | 30 juni 2012 | Lier   |

## Palmares

### 1500 m
- 2004:  BK indoor AC – 4.24,08

### 5000 m
- 2001:  BK AC – 16.43,02
- 2009:  BK AC – 16.36,01
- 2012:  BK AC – 16.16,36
- 2013:  BK AC – 17.12,17
- 2014:  BK AC – 16.54,17
- 2015:  BK AC – 16.30,98

### 10 km
- 2016:  BK in Lokeren - 35.50

### 12 km
- 2009:  Zandvoort Circuit Run - 42,14

### 10 mijl
- 2013:  Antwerp 10 Miles – 57.16
- 2014:  Antwerp 10 Miles – 57.21
- 2015:  Antwerp 10 Miles – 56.04
- 2016:  Antwerp 10 Miles – 56.37

### veldlopen (korte cross)
- 2004:  BK AC in Oostende
- 2004: 51e WK korte cross in Brussel
- 2009:  BK AC in Oostende

### veldlopen
- 1995: 28e WK junioren in Durham
- 1999: 39e EK in Velenje
- 2002: 60e WK in Dublin
- 2008: 58e EK in Brussel
- 2009: 32e EK in Dublin
- 2012:  BK AC in Oostende
- 2013:  BK AC in Oostende
- 2014:  BK AC in Wachtebeke
- 2015:  BK AC in Wachtebeke